# Puchar Otwarcia
Puchar Otwarcia (ros. Кубок Открытия, wcześniej tymczasowo Puchar Łokomotiwu – ros. Кубок Локомотива) – trofeum za zwycięstwo w inauguracyjnym meczu hokejowych rozgrywkach Kontinientalnaja Chokkiejnaja Liga (KHL) w Rosji.

## Historia
Mecz o Puchar Łokomotiwu jest rozgrywany jako pierwszy w każdym nowym sezonie KHL. Rywalami są mistrz poprzedniej edycji (zdobywca Pucharu Gagarina) oraz finalista (w praktyce są to każdodazowo triumfatorzy Konferencji Wschód i Zachód). Gospodarzem spotkania jest aktualny mistrz KHL.
W latach 2008–2009 trofeum nosiło nazwę Puchar Otwarcia. W pierwszym sezonie KHL (2008/2009) walczyły o niego mistrz i finalista ostatniego w historii sezonu rozgrywek Superligi rosyjskiej 2007/2008.
W 2010 przedstawicielem Zachodu w meczu o Puchar Otwarcia był klub OHK Dinamo, który był sukcesorem drużyny HK MWD Bałaszycha, finalisty w sezonie 2009/2010.
7 września 2011 spotkanie o Puchar Otwarcia pomiędzy Saławatem Jułajew Ufa i Atłantem Mytiszczi zostało przerwane w pierwszej tercji w związku z informacją o katastrofie lotniczej samolotu pasażerskiego JAK-42 w pobliżu Jarosławia. Na pokładzie maszyny znajdowała się drużyna Łokomotiwu Jarosław udająca się do Mińska na inaugaryjny mecz sezonu z Dynama Mińsk. W wyniku wypadku zginęli wszyscy zawodnicy drużyny oraz członkowie ekipy klubu. Mecz zostały rozegrany ponownie 12 września 2011. Celem uhonorowania zmarłych hokeistów i całego klubu, władze KHL zdecydowały się przemianować nazwę pucharu i postanowiły, że odtąd każdy mecz rozpoczynający nowy sezon KHL będzie rozgrywany o Puchar Łokomotiwu. Aktualnym posiadaczem pucharu jest od 2012 drużyna Dinama Moskwa, która 4 września 2012 pokonała Awangard Omsk 3:2 po serii rzutów karnych, a dokładnie rok później 4 września 2013 w kolejnym sezonie pokonała Traktor Czelabińsk 5:1. Od 2014 ponownie przyjęto dla rozgrywki Puchar Otwarcia. W sezonie 2014/2015, wobec opuszczenia ligi przez wicemistrza HC Lev Praga, przeciwnikiem ówczesnego mistrza, był triumfator KHL z 2013, Dinamo Moskwa. Przed sezonem 2015/2016 ustalono zmianę formuły i podjęto decyzję, że o Puchar Otwarcia 2015 zagrają zdobywcy Pucharu Gagarina i Pucharu Kontynentu z ubiegłego sezonu, drużyny SKA i CSKA (a nie jak dotąd mistrz i wicemistrz ligi). W sezonie 2019/2019 o Puchar Otwarcia rywalizował jednoczesny zdobywca Pucharu Gagarina i Pucharu Kontynentu (CSKA) z finalistą poprzedniego sezonu (Awangard). Z uwagi na pandemię wirusa COVID-19 sezon 2019/2020 nie został dokończony i nie został zdobyty Puchar Gagarina, aczkolwiek przyznano medale mistrzostw Rosji i na starcie edycji KHL zmierzyli się mistrz (CSKA) i wicemistrz (Ak Bars). 1 września 2021 Puchar Otwarcia zdobył Awangard Omsk. Dokładnie rok później trofeum wygrali zawodnicy CSKA, a tego samego dnia w 2023 zwyciężył AK Bars Kazań. 3 września 2024 mistrz z Magnitogorska uległ u siebie wicemistrzowi z Jarosławia.

## Lista spotkań
| Sezon     | Data             | Aktualny mistrz | Aktualny mistrz         | Przeciwnik | Przeciwnik              | Wynik  | Miejsce                          |
| --------- | ---------------- | --------------- | ----------------------- | ---------- | ----------------------- | ------ | -------------------------------- |
| 2008/2009 | 2 września 2008  | –               | Saławat Jułajew Ufa     | –          | Łokomotiw Jarosław      | 4:1    | Ufa-Ariena, Ufa                  |
| 2009/2010 | 10 września 2009 | W               | Ak Bars Kazań           | Z          | Łokomotiw Jarosław      | 3:2 d. | Tatneft Arena, Kazań             |
| 2010/2011 | 8 września 2010  | W               | Ak Bars Kazań           | Z          | OHK Dinamo              | 1:3    | Tatneft Arena, Kazań             |
| 2011/2012 | 12 września 2011 | W               | Saławat Jułajew Ufa     | Z          | Atłant Mytiszczi        | 5:3    | Ufa-Ariena, Ufa                  |
| 2012/2013 | 4 września 2012  | Z               | Dinamo Moskwa           | W          | Awangard Omsk           | 3:2 k. | Megasport Arena, Moskwa          |
| 2013/2014 | 4 września 2013  | Z               | Dinamo Moskwa           | W          | Traktor Czelabińsk      | 5:1    | Łużniki, Moskwa                  |
| 2014/2015 | 3 września 2014  | Z               | Mietałłurg Magnitogorsk | W          | Dinamo Moskwa           | 6:1    | Ariena Mietałłurg, Magnitogorsk  |
| 2015/2016 | 24 sierpnia 2015 | G               | SKA Sankt Petersburg    | K          | CSKA Moskwa             | 3:4    | Pałac Lodowy, Petersburg         |
| 2016/2017 | 22 sierpnia 2016 | G               | Mietałłurg Magnitogorsk | K          | CSKA Moskwa             | 3:2    | Ariena Mietałłurg, Magnitogorsk  |
| 2017/2018 | 21 sierpnia 2017 | G               | SKA Sankt Petersburg    | K          | CSKA Moskwa             | 4:2    | Pałac Lodowy, Petersburg         |
| 2018/2019 | 1 września 2018  | G               | Ak Bars Kazań           | K          | SKA Sankt Petersburg    | 1:6    | Tatneft Arena, Kazań             |
| 2019/2020 | 1 września 2019  | G               | CSKA Moskwa             | W          | Awangard Omsk           | 1:3    | CSKA Arena, Moskwa               |
| 2020/2021 | 2 września 2020  | M               | CSKA Moskwa             | S          | Ak Bars Kazań           | 2:3 d. | CSKA Arena, Moskwa               |
| 2021/2022 | 1 września 2022  | G               | Awangard Omsk           | K          | CSKA Moskwa             | 4:0    | Arena Jurija Łapkina, Bałaszycha |
| 2022/2023 | 1 września 2022  | M               | CSKA Moskwa             | S          | Mietałłurg Magnitogorsk | 6:2    | CSKA Arena, Moskwa               |
| 2023/2024 | 1 września 2023  | M               | CSKA Moskwa             | S          | Ak Bars Kazań           | 2:5    | CSKA Arena, Moskwa               |
| 2024/2025 | 3 września 2024  | M               | Mietałłurg Magnitogorsk | S          | Łokomotiw Jarosław      | 2:3    | Ariena Mietałłurg, Magnitogorsk  |

Legenda:

Z – jednocześnie mistrz Konferencji Zachód w poprzednim sezonie

W – jednocześnie mistrz Konferencji Wschód w poprzednim sezonie

G – zdobywca Pucharu Gagarina

K – zdobywca Pucharu Kontynentu

M – złoci medaliści mistrzostw Rosji

S – srebrni medaliści mistrzostw Rosji

# – kolorami oznaczono przynależność drużyn do Konferencji: czerwonym do Zachodu, niebieskim do Wschodu

## Statystyka
Liczba triumfów w Pucharze Otwarcia: Ak Bars Kazań, Dinamo Moskwa (po 3), Saławat Jułajew Ufa, Mietałłurg Magnitogorsk, CSKA Moskwa, Awangard Omsk, SKA Sankt Petersburg (po 2), Łokomotiw Jarosław (1).